# 感動!オレごはん
『感動!オレごはん』（かんどう オレごはん）は、東海テレビほかで放送された料理をテーマにしたドキュメンタリー番組。製作局の東海テレビでは2006年4月15日から2007年3月24日まで放送。
この項目では、2004年10月30日から2006年3月25日まで東海テレビで放送された前身番組『激闘!オレごはん』（げきとう オレごはん）についても触れる。

## 激闘!オレごはん
このタイトルを冠していた当時の番組は料理番組で、ゲストの男性タレント2人が1対1の料理バトルを繰り広げるという内容で放送されていた。放送時間は毎週土曜 18:30 - 19:00 (JST) 、東海テレビ以外の局での放送状況は不明。
参加者は特撮出身のイケメン俳優とお笑い芸人という組み合わせが多かったが、番組自体は比較的真面目な料理対決番組であった。かつて存在していた番組公式サイトでは、ゲストが番組本編で披露した料理のレシピを一般公開したり、視聴者から料理バトルの勝者の予想を募集したりしていた。

### 審査員席
- 橋本志穂 - 実況を担当。
- 奥薗壽子 - レギュラー審査員として出演。

ほか、林マヤや土田晃之などのタレント勢がゲスト審査員を務めていた。

### 各サイド応援リポーター
- 吉井歌奈子（当時東海テレビアナウンサー）
- 清水美紀（当時東海テレビアナウンサー）

### 主な参加者
- 金子昇
- 井手らっきょ
- 香田晋
- 布施辰徳
- 高山善廣
- 山咲トオル
- 北条隆博
- 竹財輝之助
- 椿隆之
- 飯尾和樹

ほか

### ナレーター
- 有村昆
- 五王四郎

## 感動!オレごはん
『激闘!オレごはん』の終了後に同じ時間帯で放送された番組。『激闘』時代は男性タレント2人が料理の腕を競い合う番組だったが、同タイトルへ改題リニューアルしてからは男の料理をテーマにした感動系ドキュメンタリー番組として放送されるようになった。
しかし、リニューアルから1年で終了した。

### ナレーター
- 有村昆
- 戸田恵子

### スタッフ
- 構成 - 下田雄大、やすけいいち、八代丈寛
- ディレクター - 児山昌平、山井貴超、陣川友裕、竹内隆徳、木村圭吾、立澤哲也、及川桂一（週替わり）
- 演出 - 水口智就
- プロデューサー - 稲吉豊、早瀬志都加
- チーフプロデューサー - 佐野雅彦
- 制作協力 - 極東電視台
- 制作・著作 - 東海テレビ

### 放送局
| 放送対象地域 | 放送局     | 系列           | 放送日時                                        | 備考                                       |
| ------------ | ---------- | -------------- | ----------------------------------------------- | ------------------------------------------ |
| 中京広域圏   | 東海テレビ | フジテレビ系列 | 土曜 18:30 - 19:00 （2006年4月 - 2007年3月）    | 製作局                                     |
| 秋田県       | 秋田テレビ | フジテレビ系列 | 金曜 15:00 - 15:30                              | 約3か月遅れ                                |
| 福島県       | 福島テレビ | フジテレビ系列 | 水曜 15:00 - 15:30                              |                                            |
| 長野県       | 長野放送   | フジテレビ系列 | 水曜 14:05 - 14:35                              | 不定期放送                                 |
| 近畿広域圏   | 関西テレビ | フジテレビ系列 | 日曜 06:30 - 07:00 （2006年10月 - 2007年9月）   | 『月刊カンテレ批評』の放送日には放送を休止 |
| 岡山県       | 岡山放送   | フジテレビ系列 | 木曜 14:30 - 15:00                              |                                            |
| 青森県       | 青森放送   | 日本テレビ系列 | 火曜 09:55 - 10:25 （2005年11月頃 - 2007年4月） |                                            |